# Haidhof (Schnaittenbach)
Haidhof ist ein Gemeindeteil der Stadt Schnaittenbach im Landkreis Amberg-Sulzbach (Oberpfalz, Bayern). Haidhof liegt in der Gemarkung Scharhof. Er gehörte ursprünglich zur Gemeinde Weiher, die am 1. April 1972 größtenteils nach Hirschau eingemeindet wurde. Nur Haidhof und Haidmühle kamen zu Schnaittenbach.

## Herkunft des Namens
Der ursprüngliche Name für die Ortschaft Haidhof lautete Hirschhütte. Dieser deutet darauf hin, dass früher an der Stelle des zu Beginn des 19. Jahrhunderts errichteten Wohnhauses eine sogenannte Hirschhütte stand, in der das Futter zur Wildfütterung aufbewahrt wurde. Auf Antrag des späteren Besitzers Johann Biehler, der den Namen als unpassend erachtete, wurde der Ortsname mit Genehmigung des Bayerischen Staatsministeriums des Inneren vom 6. August 1881 in Anlehnung an den Flurnamen Schlosshaid in Haidhof umbenannt.